# Johann Christian Bach
Johann Christian Bach (Leipzig, 5. rujna 1735. – London, 1. siječnja 1782. ), njemački skladatelj.
Najmlađi je sin svog slavnog oca Johanna Sebastiana Bacha i njegove druge žene Anne Magdalene Bach. Rođen je kad mu je otac imao 50 godina, tako je da je uz njega mogao učiti svega 15 godina.
Nazivaju ga "Londonskim Bachom" jer je do kraja svog života živio u Londonu. Jedan od najslavnijih učenika i prijatelja bio mu je Wolfgang Amadeus Mozart.
Pisao je opere i koncerte koji su jako utjecali na mladog Mozarta.